# Тејлор (Алабама)
Тејлор (енгл. Taylor) град је у америчкој савезној држави Алабама. По попису становништва из 2010. у њему је живело 2.375 становника.

## Демографија
Према попису становништва из 2010. у граду је живело 2.375 становника, што је 477 (25,1%) становника више него 2000. године.
| Група             | 2000.         | 2010.         |
| Белци             | 1.760 (92,7%) | 2.031 (85,5%) |
| Афроамериканци    | 72 (3,8%)     | 171 (7,2%)    |
| Азијати           | 5 (0,3%)      | 3 (0,1%)      |
| Хиспаноамериканци | 21 (1,1%)     | 124 (5,2%)    |
| Укупно            | 1.898         | 2.375         |